# Tót-hegyes
Le Tót-hegyes, culminant à 814 m d'altitude, est un sommet situé dans les monts Mátra faisant partie des Carpates occidentales de Hongrie. 
Administrativement, il fait partie du comitat de Heves (région de Hongrie septentrionale).